# Maurice Lacroix
Maurice Lacroix (рус. Морис Лакруа) — швейцарский производитель часов класса «люкс».

## История
Компания Maurice Lacroix была основана в 1975 году как часть семейной компании Desco von Schulthess из Цюриха, занимавшейся производством шёлка. С 1946 года Desco была представителем для таких люксовых брендов, как Audemars Piguet, TAG Heuer и Jaeger-LeCoultre. В последующие годы Desco усилила свои интересы в часовом бизнесе и в 1961 году приобрела сборочное производство Tiara в кантоне Юра. Здесь велось производство часов для сторонних фирм. В 1975 году Desco начала действовать под собственной маркой — Maurice Lacroix. К 1980 году Maurice Lacroix стала настолько успешной, что предприятие в Сэньлежье прекратило производство в отношении третьих лиц. В 1990-х годах Maurice Lacroix пережила необычайный подъём с запуском коллекции Les Mécaniques. За это время компания возвела себя в ранг ведущих швейцарских производителей часов, поддерживая как традиционные особенности швейцарского часового искусства, так и создавая собственные направления. По состоянию на 2019 год Maurice Lacroix имеет в общей сложности около 210 сотрудников и представлена примерно в 3000 магазинах в более чем 70 странах по всему миру.

## Название
В качестве названия для бренда было выбрано не имя основателя компании или города, в котором она возникла, как это зачастую бывает. При выборе названия ставка делалась на благозвучность, в итоге марка была зарегистрирована под именем одного из сотрудников компании.

## Производство
Maurice Lacroix ввели ряд инноваций в технологию производства часов. Компании принадлежит проект первых в мире часов с механической памятью, представленных  2008 году.

## Спонсорская деятельность и партнёрство
В последние годы Maurice Lacroix ведёт сотрудничество и заключает контракты со многими знаменитостями, среди которых музыкант Боб Гелдоф, известный теннисист Роджер Федерер, гольфист Джастин Роуз, а также основатель Википедии Джимми Уэйлс, являющийся послом бренда.
В 2014 году заключила спонсорский контракт с футбольным клубом «Барселона».